# Андреас Макулис
Андреас Макулис (на гръцки: Ανδρέας Μακούλης) e гръцки революционер, капитан на гръцка андартска чета в Македония.

## Биография
Макулис е роден в град Станимака, Източна Румелия. Става кожухар. Дезертира от българската армия, където отбива военната си служба, и се присъединява към Гръцката въоръжена пропаганда в Македония. Според други източници живее в България до 25-а си година и бяга в Османската империя през октомври 1906 година. Българските власти конфискуват имуществото му.
Оглавява чета в Сярско, действаща срещу четите на ВМОРО. Унищожава сеното и зърното на българите в Карликьой и Йеди Дермен. Наказва и гърците предатели. На 17 октомври 1906 година убива двама дейци на ВМОРО край Айдонохори. През януари 1907 година в Долна Джумая убива българския свещеник Попдимитров. През март в Таш Олук убива 11 българи от Горно Броди. През април в лъгадинското село Стефанина убива горския Мехмед Али Ефенди. През май в Нигрита убива българина Биска, действащ срещу гръцкия комитет.
На 2 май четата на Макулис се сражава с българска чета край село Верзяни (днес Психико), като гръцката чета губи 3, а българската - 5 души. В началото на юли 1907 година изгаря нивите на българските села Мъклен и Дряново, районен войвода на които е Димитър Михайлов. След убийството на андартския капитан Димитър Гоголаков в Сяр на 14 юли 1907 османските власти мобилизират войска от Зъхна и други части на района. Същия ден четата на капитан Макулис е в сярското гръцко дарнашко село Довища (днес Емануил Папас, Гърция), където чака четата на Йоанис Силос от Карлъково, с която планират да нападнат Мъклен и Дряново. Четата му е обградена в селото от османски части и башибозук от турското село Сокол и след сражение загиват капитан Макулис и четниците Хрисафис Патриманис, Василиос Пситис, Анастасиос Амблямис и Евангелос Хадзиелевтериу. Спасяват се Николаос Цяпос и Сотирис Сосиос. Името на Андреас Макулис носи улица в Сяр.
| Чета на Андреас Макулис | Чета на Андреас Макулис     | Чета на Андреас Макулис    |
| Номер                   | Име                         | Селище                     |
| ----------------------- | --------------------------- | -------------------------- |
| 1.                      | Николаос Цяпос              | Довища                     |
| 2.                      | Евангелос Хадзиелевтериу    | Довища                     |
| 3.                      | Василиос Пситис             | Довища                     |
| 4.                      | Анастасиос Амблямис         | Довища                     |
| 5.                      | Теодосиос Годоциос Бумбумис | Довища                     |
| 6.                      | Андониос Нускалис           | Горна или Долна Нушка      |
| 7.                      | Христос Фрастанлис          | Фращани                    |
| 8.                      | Никос Ахиниотис             | Тахино                     |
| 9.                      | Илия Карликьолис            | Карликьой                  |
| 10.                     | Хрисафис Патриманис         | Субашкьой                  |
| 11.                     | Сотирис Сосиос              | Субашкьой                  |
| 12.                     | Йоанис Стенимахиотис        | Станимака                  |
| 13.                     | Никос Макулис               | Станимака, брат на Андреас |